# Sead Kolašinac
Sead Kolašinac, né le 20 juin 1993 à Karlsruhe (Allemagne), est un footballeur international bosnien qui évolue au poste d’arrière gauche à l'Atalanta Bergame.

## Biographie

### Enfance et formation
Né à Karlsruhe, Sead Kolašinac est élevé en Allemagne. Il est le fils de parents bosniaques, son père Faik travaille dans une usine Mercedes. 
Sead débute le football dans sa ville natale, d'abord à la FSSV Karlsruhe. C'est ensuite au Karlsruher SC, rejoint dès l’âge de huit ans, qu’il effectue la majorité de sa formation, durant huit années. 
Il rejoint ensuite pour une saison le club d’Hoffenheim, puis le VfB Stuttgart où il joue une saison, toujours en catégorie jeune. 
En 2011, il rejoint Schalke 04, en équipes jeunes durant sa première saison. Dès l’été 2012, il est promu au sein de l’équipe réserve où il évolue en tant que défenseur central et milieu défensif. Il inscrit deux buts en sept matchs, ce qui lui vaut une promotion en équipe première, qu’il ne quittera plus. 

### Schalke 04 (2012-2017)
Le 15 septembre 2012, Sead Kolašinac fait ses débuts en Bundesliga lors d'une victoire contre Greuther Fürth deux buts à zéro. En décembre 2012, il dispute son premier match de Ligue des champions contre Montpellier HSC (1-1). Sa première saison encourageante lui permet de prolonger son contrat jusqu’en juin 2017.

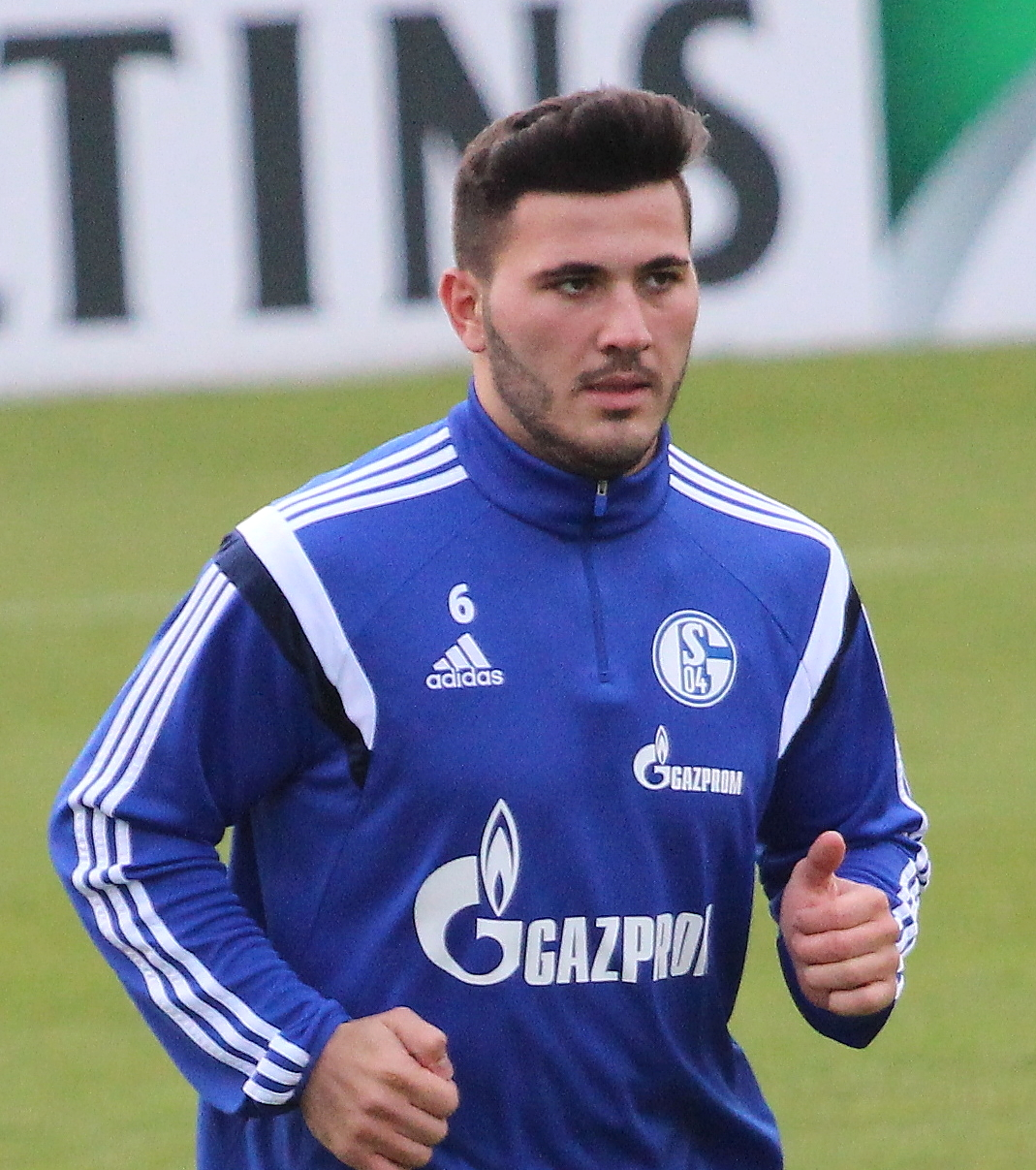
Sead Kolašinac en février 2015 avec Schalke.

Au début de la saison 2014-2015, il subit une rupture des ligaments croisés du genou qui l’éloigne des terrains pendant six mois.
Il marque son premier but lors d'un match nul un but partout le 13 décembre 2015 contre le FC Augsbourg.
Il est élu dans l'équipe type de Bundesliga à la fin de la saison 2016-2017.
Sead Kolašinac prend la décision de ne pas renouveler son contrat avec le Schalke 04, mettant ainsi fin à son séjour au club allemand.

### Arsenal FC (2017-2022)

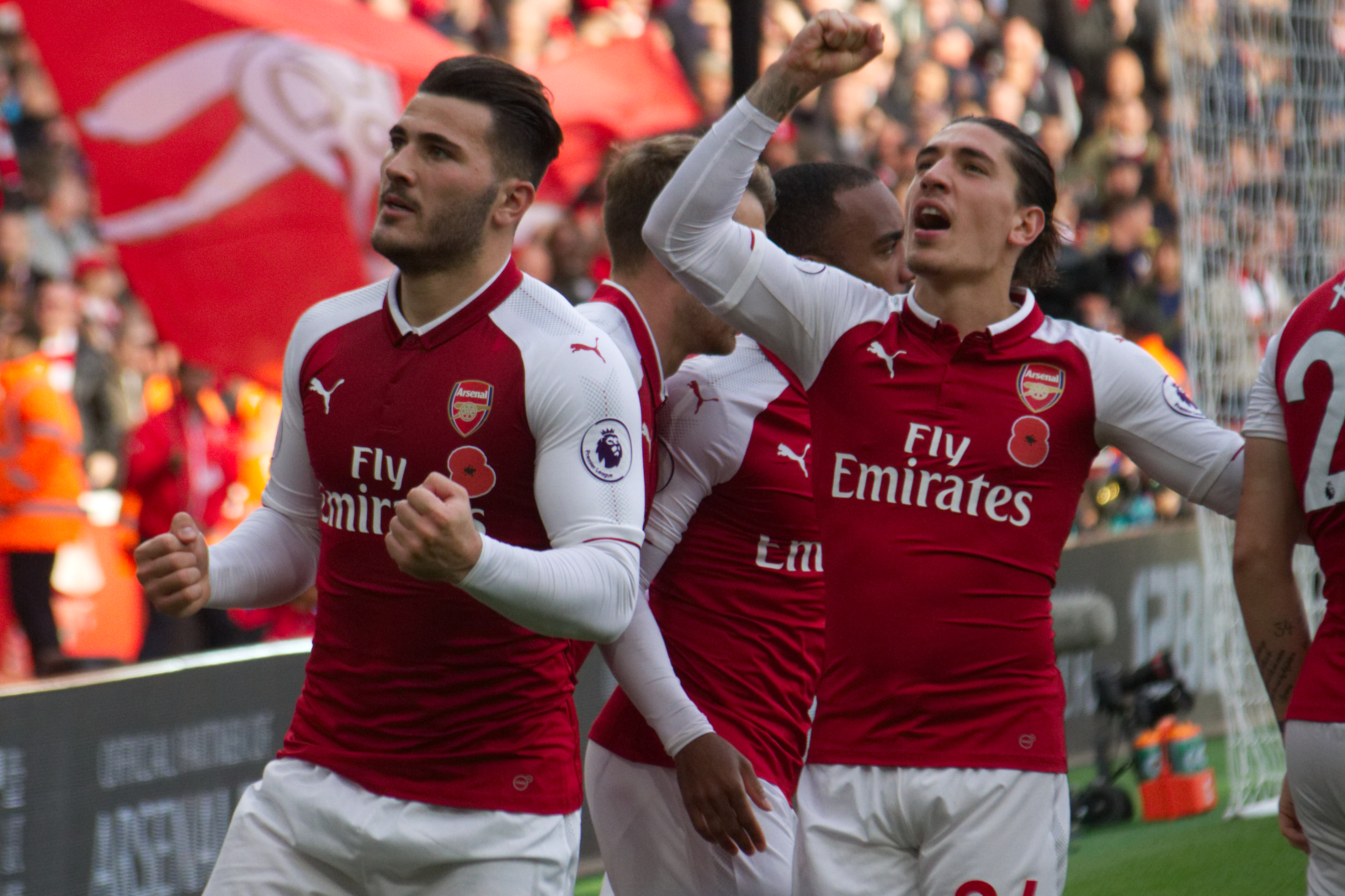
Kolasinac (à g.) en octobre 2017 après un but inscrit pour Arsenal.

Le 6 juin 2017, le club anglais Arsenal engage Sead Kolašinac en juin 2017 sur un transfert gratuit.
Kolašinac marque son premier but lors de son premier match contre Chelsea dans le Community Shield 2017 qu'ils remportent après la séance de tirs au but. Il fait ses débuts en Premier League en délivrant une passe décisive sur une victoire 4–3 contre Leicester City. Ses débuts sont prometteurs et il se fait une place de titulaire, poussant Monreal dans l’axe de la défense. Kolasinac est élu joueur d'Arsenal d'août et d'octobre 2017. La suite de la première saison est plus compliquée pour Sead qui voit Monreal récupérer sa place de titulaire indiscutable.
En 2018-2019, Kolašinac se blesse dès la pré-saison et est éloigné des terrains pendant plus de deux mois. À son retour, Unai Emery lui préfère Monreal. Le latéral gauche distribue neuf passes décisives. Il aide Arsenal à terminer cinquième du championnat anglais et à atteindre la finale de la Ligue Europa (défaite 4-1 contre Chelsea).
À l’été 2019, Arsenal souhaite alléger sa grille salariale et cherche à vendre Kolasinac, afin de le remplacer par Kieran Tierney.
Mikel Arteta ne lui donne qu'un seul match de PL lors de la première moitié de saison 2020-2021. Après une première partie de saison 2020-2021 compliquée avec les Gunners (neuf apparitions toutes compétitions confondues), le défenseur central décide de revenir à Gelsenkirchen.

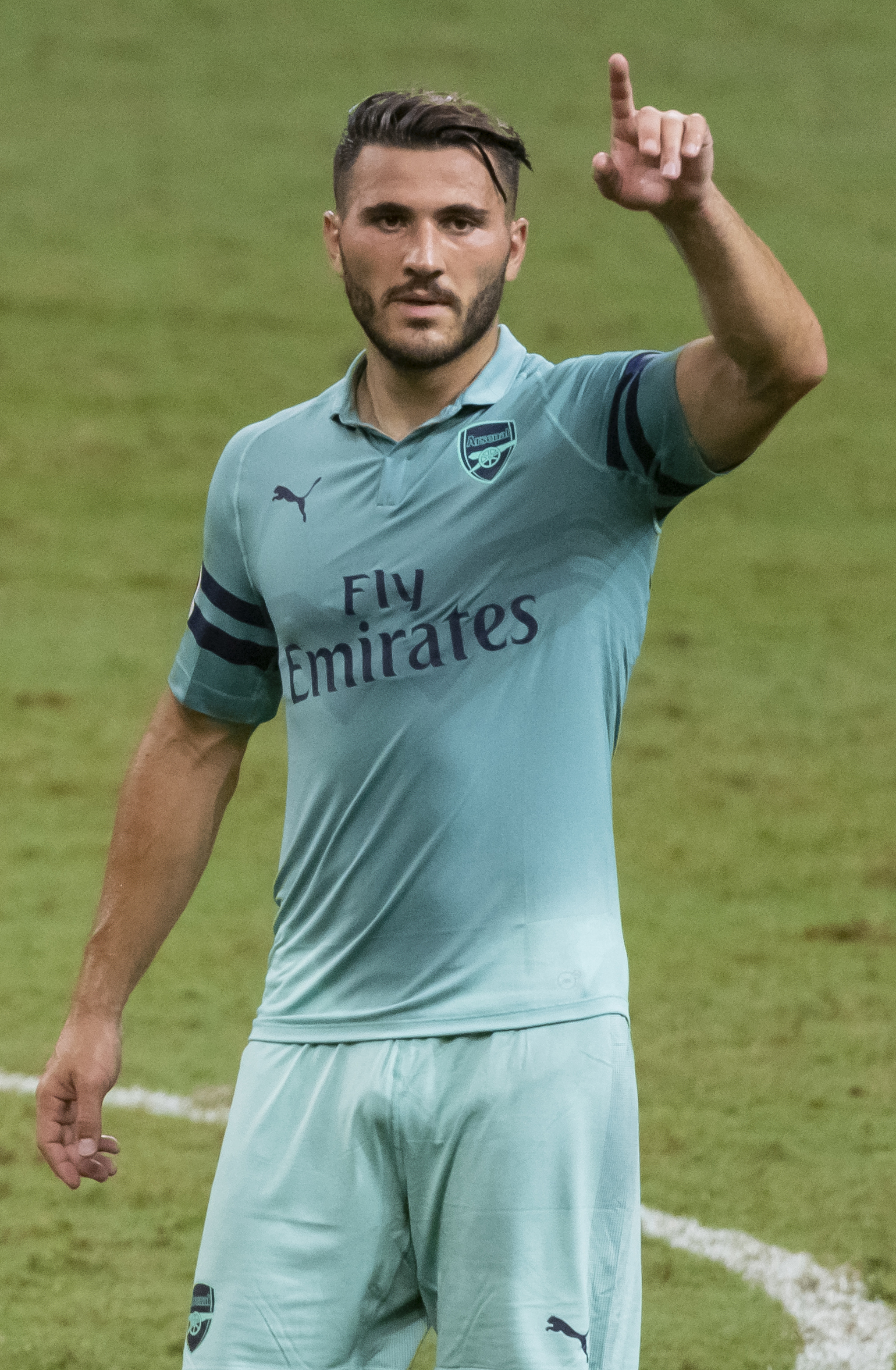
Sead Kolašinac en 2020 avec Arsenal.

Le 31 décembre 2020, Sead Kolašinac est prêté à Schalke 04 pour la fin de saison. À Gelsenkirchen, le brassard de capitaine lui est immédiatement confié. Il est utilisé à son poste de prédilection de piston gauche, mais aussi comme milieu de terrain axial. Avec lui, Schalke 04, déjà en grande difficulté, ne gagne que deux matchs de championnat et finit dernier de la Bundesliga.
Lors de la première moitié de saison 2021-2022, il ne dispute que cinq matchs, dont deux pour seulement quelques secondes. En fin d'année 2021, une blessure à une cheville le tient éloigné des terrains pendant deux mois entiers. Le 9 janvier, pour son retour à la compétition, Mikel Arteta le fait entrer après la fin du temps réglementaire contre Nottingham Forest lors du troisième tour de FA Cup (défaite 1-0). C'est son dernier match avec Arsenal.
Lors du mercato 2021-2022, Arsenal le libère de ses six derniers mois de contrat afin d'économiser son salaire consistant. Il dispute 118 matchs sous le maillot des Gunners (cinq buts et quinze passes décisives).

### Olympique de Marseille (2022-2023)
Le 18 janvier 2022, il signe un contrat d'un an et demi avec l'Olympique de Marseille, soit jusqu'en juin 2023,. Kolasinac doit venir suppléer Luan Peres, seul à son poste. Il retrouve, à l'OM, Mattéo Guendouzi et William Saliba côtoyés à Arsenal ainsi qu'Amine Harit à Schalke 04. Il effectue sa première titularisation lors d'une victoire 5-2 contre Angers au stade vélodrome et lors de sa deuxième apparition il réalise en entrant en jeu sa première passe décisive ce qui permet à l'Olympique de Marseille d'obtenir la victoire 1-2 sur la pelouse de Metz.

### Atalanta Bergame (depuis 2023-)
Alors qu'il est libre depuis la fin de son contrat avec l'Olympique de Marseille, il s'engage officiellement avec l'Atalanta Bergame le 6 juillet 2023.           Il paraphe un bail de trois années, soit jusqu'en juin 2026.

### En équipe nationale

#### Sélections jeunes allemandes
Son arrivée remarquée au FC Schalke 04 lui permet d'être appelé en sélections nationales jeunes d'Allemagne U18, U19 et U20.

#### International A bosnien
En 2013, il a fait ses débuts internationaux dans l'équipe de Bosnie-Herzégovine, avec laquelle il a joué à la Coupe du monde 2014. Il a marqué le deuxième but contre son camp le plus rapide de l'histoire de la Coupe du monde lors d'un match contre l'Argentine après seulement trois minutes de jeu.
Cependant, il ne participe pas à l'Euro 2016 en France (éliminé en barrages) ainsi à la Coupe du monde 2018 en Russie (non qualifié).
Sead Kolasinac et la Bosnie-Herzégovine s'inclinent face à l'équipe de France lors des éliminatoires de la Coupe du monde 2022, le 31 mars 2021 (0-1), à Sarajevo.
En janvier 2022, il compte 43 sélections avec la Bosnie-Herzégovine.

## Style de jeu
Sead Kolasinac est surnommé le « Tank », en raison de son cadre robuste et musclé ainsi que de son style de jeu agressif. Interrogé sur son nouveau joueur en août 2017, Arsène Wenger déclare : « Peut-être qu'il est le plus fort, il est naturellement fort. Il utilise assez bien la force de son corps sans violence et, lorsqu'il intervient, il commet assez peu de fautes ».
Kolasinac peut évoluer dans le couloir gauche en piston ou en tant que défenseur central gauche. Il est l’archétype du latéral moderne avec un gros volume de jeu, qui n’hésite pas à faire des allers-retours pour proposer des solutions à ses coéquipiers.
Faute de qualités techniques ou défensives supérieures à la moyenne, Kolasinac se fait remarquer par son tempérament et sa force mentale. Tout juste arrivé à Arsenal mi-septembre 2017, il est buteur contre Cologne en Ligue Europa et célèbre sa réalisation en montrant un tee-shirt des ultras de Schalke 04, son ancien club et rival des Rouge et Blanc. Il n'hésite pas à protéger son coéquipier Mesut Özil lors d'une agression en 2019.

## Statistiques
| Saison                | Club                   | Championnat           | Championnat | Championnat | Championnat | Coupe nationale | Coupe nationale | Coupe nationale | Coupe de la Ligue | Coupe de la Ligue | Coupe de la Ligue | Supercoupe | Supercoupe | Supercoupe | Compétition(s) continentale(s) | Compétition(s) continentale(s) | Compétition(s) continentale(s) | Compétition(s) continentale(s) | Supercoupe de l'UEFA | Supercoupe de l'UEFA | Supercoupe de l'UEFA | Total | Total | Total |
| Saison                | Club                   | Division              | M.          | B.          | P.d.        | M.              | B.              | P.d.            | M.                | B.                | P.d.              | M.         | B.         | P.d.       | Comp.                          | M.                             | B.                             | P.d.                           | M.                   | B.                   | P.d.                 | M.    | B.    | P.d.  |
| 2012-2013             | Schalke 04             | Bundesliga            | 16          | 0           | 1           | 1               | 0               | 0               | -                 | -                 | -                 | -          | -          | -          | C1                             | 3                              | 0                              | 0                              | -                    | -                    | -                    | 20    | 0     | 1     |
| 2013-2014             | Schalke 04             | Bundesliga            | 24          | 0           | 3           | 0               | 0               | 0               | -                 | -                 | -                 | -          | -          | -          | C1                             | 6                              | 0                              | 0                              | -                    | -                    | -                    | 30    | 0     | 3     |
| 2014-2015             | Schalke 04             | Bundesliga            | 6           | 0           | 0           | 1               | 0               | 0               | -                 | -                 | -                 | -          | -          | -          | C1                             | -                              | -                              | -                              | -                    | -                    | -                    | 7     | 0     | 0     |
| 2015-2016             | Schalke 04             | Bundesliga            | 23          | 1           | 0           | 1               | 0               | 0               | -                 | -                 | -                 | -          | -          | -          | C3                             | 6                              | 0                              | 0                              | -                    | -                    | -                    | 30    | 1     | 0     |
| 2016-2017             | Schalke 04             | Bundesliga            | 25          | 3           | 5           | 3               | 0               | 0               | -                 | -                 | -                 | -          | -          | -          | C3                             | 8                              | 0                              | 2                              | -                    | -                    | -                    | 36    | 3     | 7     |
| Sous-total            | Sous-total             | Sous-total            | 94          | 4           | 9           | 6               | 0               | 0               | -                 | -                 | -                 | -          | -          | -          | -                              | 23                             | 0                              | 2                              | -                    | -                    | -                    | 123   | 4     | 11    |
| 2017-2018             | Arsenal FC             | Premier League        | 27          | 2           | 4           | -               | -               | -               | 3                 | 0                 | 0                 | 1          | 1          | 0          | C3                             | 5                              | 2                              | 0                              | -                    | -                    | -                    | 36    | 5     | 4     |
| 2018-2019             | Arsenal FC             | Premier League        | 24          | 0           | 5           | 2               | 0               | 0               | 0                 | 0                 | 0                 | -          | -          | -          | C3                             | 10                             | 0                              | 2                              | -                    | -                    | -                    | 36    | 0     | 7     |
| 2019-2020             | Arsenal FC             | Premier League        | 26          | 0           | 2           | 4               | 0               | 0               | 1                 | 0                 | 0                 | -          | -          | -          | C3                             | 1                              | 0                              | 0                              | -                    | -                    | -                    | 32    | 0     | 2     |
| 2020-2021             | Arsenal FC             | Premier League        | 1           | 0           | 0           | -               | -               | -               | 3                 | 0                 | 0                 | 1          | 0          | 0          | C3                             | 4                              | 0                              | 0                              | -                    | -                    | -                    | 9     | 0     | 0     |
| 2021-2022             | Arsenal FC             | Premier League        | 2           | 0           | 0           | 1               | 0               | 0               | 2                 | 0                 | 0                 | -          | -          | -          | -                              | -                              | -                              | -                              | -                    | -                    | -                    | 5     | 0     | 0     |
| Sous-total            | Sous-total             | Sous-total            | 80          | 2           | 11          | 7               | 0               | 0               | 9                 | 0                 | 0                 | 2          | 1          | 0          | -                              | 20                             | 2                              | 2                              | -                    | -                    | -                    | 118   | 5     | 13    |
| 2020-2021             | Schalke 04 (prêt)      | Bundesliga            | 17          | 1           | 1           | 1               | 0               | 0               | -                 | -                 | -                 | -          | -          | -          | -                              | -                              | -                              | -                              | -                    | -                    | -                    | 18    | 1     | 1     |
| 2021-2022             | Olympique de Marseille | Ligue 1               | 14          | 0           | 1           | -               | -               | -               | -                 | -                 | -                 | -          | -          | -          | C4                             | 3                              | 0                              | 0                              | -                    | -                    | -                    | 17    | 0     | 1     |
| 2022-2023             | Olympique de Marseille | Ligue 1               | 33          | 4           | 1           | 4               | 0               | 0               | -                 | -                 | -                 | -          | -          | -          | C1                             | 4                              | 0                              | 0                              | -                    | -                    | -                    | 41    | 4     | 1     |
| Sous-total            | Sous-total             | Sous-total            | 47          | 4           | 2           | 4               | 0               | 0               | -                 | -                 | -                 | -          | -          | -          | -                              | 7                              | 0                              | 0                              | -                    | -                    | -                    | 58    | 4     | 2     |
| 2023-2024             | Atalanta Bergame       | Serie A               | 30          | 1           | 0           | 4               | 0               | 0               | -                 | -                 | -                 | -          | -          | -          | C3                             | 9                              | 0                              | 0                              | -                    | -                    | -                    | 43    | 1     | 0     |
| 2024-2025             | Atalanta Bergame       | Serie A               | 22          | 0           | 2           | -               | -               | -               | -                 | -                 | -                 | 1          | 0          | 0          | C1                             | 9                              | 1                              | 1                              | 1                    | 0                    | 0                    | 33    | 1     | 3     |
| Sous-total            | Sous-total             | Sous-total            | 52          | 1           | 2           | 4               | 0               | 0               | -                 | -                 | -                 | 1          | 0          | 0          | -                              | 18                             | 1                              | 1                              | 1                    | 0                    | 0                    | 76    | 2     | 3     |
| Total sur la carrière | Total sur la carrière  | Total sur la carrière | 289         | 11          | 25          | 23              | 0               | 0               | 9                 | 0                 | 0                 | 3          | 1          | 0          | -                              | 68                             | 3                              | 5                              | 1                    | 0                    | 0                    | 393   | 15    | 30    |

## En sélection nationale
| Saison                | Sélection             | Phases finales        | Phases finales | Phases finales | Phases finales | Éliminatoires CDM | Éliminatoires CDM | Éliminatoires CDM | Éliminatoires EURO | Éliminatoires EURO | Éliminatoires EURO | Ligue Nations UEFA | Ligue Nations UEFA | Ligue Nations UEFA | Matchs amicaux | Matchs amicaux | Matchs amicaux | Total | Total | Total |
| Saison                | Sélection             | Compétition           | M              | B              | Pd             | M                 | B                 | Pd                | M                  | B                  | Pd                 | M                  | B                  | Pd                 | M              | B              | Pd             | M     | B     | Pd    |
| --------------------- | --------------------- | --------------------- | -------------- | -------------- | -------------- | ----------------- | ----------------- | ----------------- | ------------------ | ------------------ | ------------------ | ------------------ | ------------------ | ------------------ | -------------- | -------------- | -------------- | ----- | ----- | ----- |
| 2013-2014             | Bosnie-Herzégovine    | Coupe du monde 2014   | 2              | 0              | 0              | -                 | -                 | -                 | -                  | -                  | -                  | -                  | -                  | -                  | 4              | 0              | 0              | 6     | 0     | 0     |
| 2014-2015             | Bosnie-Herzégovine    | -                     | -              | -              | -              | -                 | -                 | -                 | 1                  | 0                  | 0                  | -                  | -                  | -                  | -              | -              | -              | 1     | 0     | 0     |
| 2015-2016             | Bosnie-Herzégovine    | -                     | -              | -              | -              | -                 | -                 | -                 | 3                  | 0                  | 0                  | -                  | -                  | -                  | 3              | 0              | 1              | 6     | 0     | 1     |
| 2016-2017             | Bosnie-Herzégovine    | -                     | -              | -              | -              | 5                 | 0                 | 0                 | -                  | -                  | -                  | -                  | -                  | -                  | -              | -              | -              | 5     | 0     | 0     |
| 2017-2018             | Bosnie-Herzégovine    | -                     | -              | -              | -              | 4                 | 0                 | 1                 | -                  | -                  | -                  | -                  | -                  | -                  | 2              | 0              | 1              | 6     | 0     | 2     |
| 2018-2019             | Bosnie-Herzégovine    | -                     | -              | -              | -              | -                 | -                 | -                 | 1                  | 0                  | 0                  | -                  | -                  | -                  | -              | -              | -              | 1     | 0     | 0     |
| 2019-2020             | Bosnie-Herzégovine    | -                     | -              | -              | -              | -                 | -                 | -                 | 5                  | 0                  | 2                  | -                  | -                  | -                  | -              | -              | -              | 5     | 0     | 2     |
| 2020-2021             | Bosnie-Herzégovine    | -                     | -              | -              | -              | 2                 | 0                 | 0                 | 1                  | 0                  | 0                  | 4                  | 0                  | 0                  | 1              | 0              | 0              | 8     | 0     | 0     |
| 2021-2022             | Bosnie-Herzégovine    | -                     | -              | -              | -              | 5                 | 0                 | 0                 | -                  | -                  | -                  | 4                  | 0                  | 0                  | 2              | 0              | 0              | 11    | 0     | 0     |
| 2022-2023             | Bosnie-Herzégovine    | -                     | -              | -              | -              | -                 | -                 | -                 | 2                  | 0                  | 0                  | 2                  | 0                  | 0                  | -              | -              | -              | 4     | 0     | 0     |
| 2023-2024             | Bosnie-Herzégovine    | -                     | -              | -              | -              | -                 | -                 | -                 | 5                  | 0                  | 0                  | -                  | -                  | -                  | -              | -              | -              | 5     | 0     | 0     |
| 2024-2025             | Bosnie-Herzégovine    | -                     | -              | -              | -              | 2                 | 0                 | 0                 | -                  | -                  | -                  | 2                  | 0                  | 0                  | -              | -              | -              | 4     | 0     | 0     |
| Total sur la carrière | Total sur la carrière | Total sur la carrière | 2              | 0              | 0              | 18                | 0                 | 1                 | 18                 | 0                  | 2                  | 12                 | 0                  | 0                  | 12             | 0              | 2              | 62    | 0     | 5     |

## Palmarès

### En club
- Arsenal
  - Coupe d'Angleterre
    - Vainqueur : 2020

  - Community Shield
    - Vainqueur : 2017 et 2020

  - Ligue Europa
    - Finaliste : 2019

  - League Cup
    - Finaliste : 2018
- Olympique de Marseille
  - Ligue 1
    - Vice-champion : 2022
- Atalanta Bergame
  - Ligue Europa
    - Vainqueur : 2024

  - Coupe d'Italie
    - Finaliste : 2024

### En séléction
- Bosnie-Herzégovine
  - Coupe Kirin
    - Vainqueur : 2016